# Fleischerei-Berufsgenossenschaft
Die Fleischerei-Berufsgenossenschaft (FBG) mit Hauptsitz in Mainz war eine branchenbezogene Berufsgenossenschaft für das Fleischerei-Handwerk und die Fleischindustrie.
Gegründet wurde die FBG 1896. Neben der Hauptverwaltung in Mainz besaß die Berufsgenossenschaft eine Schulungsstätte in Reinhardsbrunn (Friedrichroda / Thüringen). In ganz Deutschland waren ca. 25 Technische Aufsichtspersonen in der Prävention eingesetzt.
Als kleine Berufsgenossenschaft war die FBG von einer Zwangsfusion bedroht. Im Jahr 2007 wurde durch Unterschriftenaktionen mit 41.000 Unterschriften versucht, dies abzuwehren. Dennoch fusionierte sie am 1. Januar 2011 mit der Berufsgenossenschaft Nahrungsmittel und Gaststätten zur Berufsgenossenschaft Nahrungsmittel und Gastgewerbe.

## Weblink
- http://www.fleischerei-bg.de/